# Pfaffenhof (Dinkelsbühl)
Pfaffenhof ist ein Gemeindeteil der Großen Kreisstadt Dinkelsbühl im Landkreis Ansbach (Mittelfranken, Bayern). Pfaffenhof liegt in der Gemarkung Hellenbach.

## Geographie
Die Einöde liegt in der Talebene der Wörnitz und des Hellenbachs, der 0,5 km südwestlich als linker Zufluss der Wörnitz mündet und ist von Acker- und Grünland umgeben. 0,25 km nordöstlich liegt das Sägholz. Eine Gemeindeverbindungsstraße führt nach Hellenbach (0,4 km östlich) bzw. zur Bundesstraße 25 (0,3 km südwestlich). Ein Anliegerweg führt zur Kemmleinsmühle (0,2 km südlich).

## Geschichte
Die Fraisch über Pfaffenhof war strittig zwischen dem ansbachischen Oberamt Feuchtwangen, dem oettingen-spielbergischen Oberamt Dürrwangen und der Reichsstadt Dinkelsbühl. Pfaffenhof gehörte zur Realgemeinde Hellenbach. 1732 bestand der Ort aus einem Gütlein und einem Zehntstadel. Grundherr war das Stiftsverwalteramt Feuchtwangen. Gegen Ende des 18. Jahrhunderts wurde das Anwesen als Gut bezeichnet. Von 1797 bis 1808 unterstand der Ort dem Justiz- und Kammeramt Feuchtwangen.
Im Jahr 1809 wurde Pfaffenhof infolge des Gemeindeedikts dem Steuerdistrikt Schopfloch und der Ruralgemeinde Lehengütingen zugeordnet. Mit dem Zweiten Gemeindeedikt (1818) wurde der Ort in die neu gebildete Ruralgemeinde Hellenbach überwiesen. Am 1. Juli 1971 wurde Pfaffenhof im Zuge der Gebietsreform in Bayern nach Dinkelsbühl eingegliedert.

## Einwohnerentwicklung
| Jahr      | 001818 | 001840 | 001861 | 001871 | 001885 | 001900 | 001925 | 001950 | 001961 | 001970 | 001987 |
| Einwohner | 6      | 3      | 4      | 7      | 3      | 6      | 4      | 5      | 4      | 7      | 5      |
| Häuser    | 1      | 1      |        |        | 1      | 1      | 1      | 1      | 1      |        | 1      |
| Quelle    | [ 13 ] | [ 14 ] | [ 15 ] | [ 16 ] | [ 17 ] | [ 18 ] | [ 19 ] | [ 20 ] | [ 21 ] | [ 22 ] | [ 1 ]  |

## Religion
Der Ort ist seit der Reformation evangelisch-lutherisch geprägt und bis heute nach St. Wendelin (Lehengütingen) gepfarrt. Die Katholiken sind nach St. Georg (Dinkelsbühl) gepfarrt.